# Mistrzostwa świata w szachach 1951

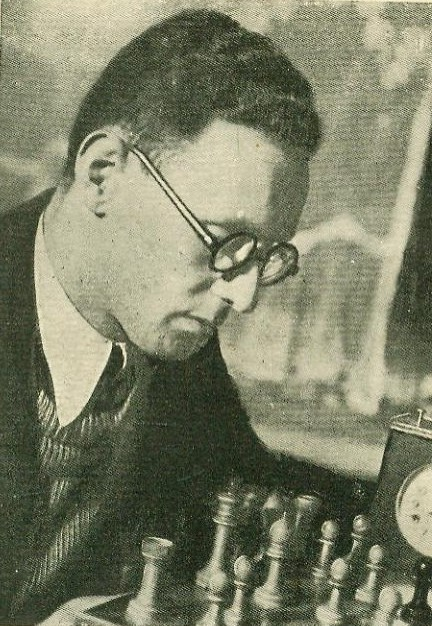
Mistrz świata 1951,
Michaił Botwinnik

Mecz pomiędzy aktualnym mistrzem świata - Michaiłem Botwinnikiem, a zwycięzcą turnieju pretendentów, Dawidem Bronsteinem w Moskwie w dniach 15 III - 11 V 1951 r. pod egidą FIDE.

## Zasady
Pojedynek składał się z 24 partii. Mistrzem świata zostać miał ten z zawodników, który uzyska więcej punktów. W przypadku remisu tytuł zachowywał Botwinnik.

## Przebieg meczu
Mecz był bardzo zacięty i emocjonujący. Nie stał jednak na zbyt wysokim poziomie. Obaj przeciwnicy popełniali liczne błędy i żaden z nich nie uzyskał więcej niż 1 punkt przewagi. W VI partii Bronstein popełnił historyczny błąd - posiadając skoczka przewagi dopuścił pionka przeciwnika do linii przemiany. Botwinnik z kolei w IX partii zdobył wieżę. Nie tylko jednak nie wygrał on tej partii, ale z wielkim trudem ją zremisował.
Mecz zakończył się remisem 12 – 12 i Botwinnik pozostał mistrzem świata. W środowisku szachowym zaczęła krążyć plotka jakoby Bronsteinowi nie pozwolono wygrać meczu, gdyż jego ojciec został przed wojną uznany za wroga ludu.

## Wyniki w poszczególnych partiach
|                   | 1 | 2 | 3 | 4 | 5 | 6 | 7 | 8 | 9 | 10 | 11 | 12 | 13 | 14 | 15 | 16 | 17 | 18 | 19 | 20 | 21 | 22 | 23 | 24 | Punkty |
| ----------------- | - | - | - | - | - | - | - | - | - | -- | -- | -- | -- | -- | -- | -- | -- | -- | -- | -- | -- | -- | -- | -- | ------ |
| Michaił Botwinnik | ½ | ½ | ½ | ½ | 0 | 1 | 1 | ½ | ½ | ½  | 0  | 1  | ½  | ½  | ½  | ½  | 0  | ½  | 1  | ½  | 0  | 0  | 1  | ½  | 12     |
| Dawid Bronstein   | ½ | ½ | ½ | ½ | 1 | 0 | 0 | ½ | ½ | ½  | 1  | 0  | ½  | ½  | ½  | ½  | 1  | ½  | 0  | ½  | 1  | 1  | 0  | ½  | 12     |